# Edo ni arawareta Kingu Kongu
King Kong w Edo (jap. 江戸に現れたキングコング: 変化の巻  Edo ni arawareta Kingu Kongu: Henge no maki; ang. King Kong Appears in Edo) – japoński film fantastycznonaukowy z 1938 roku, który wyreżyserował Sōya Kumagai. Film jest japońską wariacją oryginalnego filmu King Kong z 1933 w reżyserii Meriana C. Coopera oraz Ernesta Schoedsacka. Współcześnie film uznaje się za zaginiony

## Historia i opis filmu
Edo ni arawareta Kingu Kongu: Henge no maki powstał bez wiedzy i zgody studia RKO Pictures, które zrealizowało film King Kong z 1933 roku, oraz było w posiadaniu praw autorskich do postaci King Konga, toteż film nie był wyświetlany poza Japonią.  
Fabuła nie jest do końca znana. Bazując na plakacie, jaki został umieszczony w magazynie filmowym Kinema Junpo z 1938 roku, przypuszcza się, że skupia się ona na ataku King Konga na miasto Edo (dawna nazwa obecnej stolicy Japonii – Tokio), a więc jego akcja mogła rozgrywać w średniowiecznej Japonii. Na zdjęciach widać samurajów, próbujących zmierzyć się z bestią. Te jedyne zachowane do naszych czasów zdjęcia sugerują również, że w trakcie filmu potwór zmieniał swoje rozmiary: na jednym ze zdjęć był rozmiarów normalnego człowieka, na innym zaś był olbrzymem. Potwór różni się znacznie od amerykańskiego pierwowzoru, czyli klasycznego wizerunku goryla. Kostium potwora przypomina połączenie cech małpy, człowieka i lwa. Za jego stworzenie miał być odpowiedzialny Fuminori Ohashi, który później nadzorował prace nad kostiumem Godzilli przy filmie pt. Godzilla z 1954 roku. Ohashi przyznał się do prac nad tym kostiumem podczas jednego z późniejszych wywiadów. Podaje się także, że film inspirowany był niemieckim ekspresjonizmem, który najlepiej kojarzony jest z niemym filmem Roberta Wiene pod tytułem Gabinet doktora Caligari (niem. Das Cabinet des Dr. Caligari) z 1920 roku. 
Zarówno Edo ni arawareta Kingu Kongu: Henge no maki, jak i wcześniejszy Wasei Kingu Kongu (jap. 和製キング・コング) z 1933 roku uważa się za pierwsze japońskie filmy z udziałem kaijū, czyli wielkich potworów, atakujących miasta.

## Obecny status
Współcześnie obraz Edo ni arawareta Kingu Kongu: Henge no maki uznaje się za film zaginiony. Do dzisiejszych czasów nie zachowała się żadna kopia tego filmu, jak również ani jeden kadr. Prawdopodobnie podobnie jak większość międzywojennej japońskiej kinematografii, tak i ten film został utracony na skutek zaniedbania, bądź w wyniku bombardowań Japonii podczas II wojny światowej. Zachował się jedynie plakat promocyjny z magazynu Kinema Junpo. Przypuszcza się nawet, że film może być oszustwem. 
James Rolfe na swoim kanale Cinemassacre umieścił zarówno Edo ni arawareta Kingu Kongu: Henge no maki, jak i Wasei Kingu Kongu na szczycie listy „10 zaginionych horrorów”, przed nim znalazł się Londyn po północy (ang. London After Midnight) z 1927 roku.